# Ålfjorden
Ålfjorden er en 27 kilometer lang sidefjord til Bjoafjorden og Hardangerfjorden langs fylkegrænsen mellem Vestland og Rogaland i kommunerne Sveio og Vindafjord (tidligere Ølen kommune). Den inderste del af fjorden ligger i Tysvær kommune.
Fjorden har indløb i nord mellem Bjoaneset ved bygden Svolland i øst og Kvitanes på Tittlesnes i vest. Fjorden går så mod syd og et stykke inde i fjorden ligger Årvik i en bugt på østsiden. 5 kilometer længere inde i fjorden ligger Vikebygd på østsiden ved vigen Vikevik. På vestsiden ligger kun de mindre bygder Framnes, Oa og Erve. 
Ved Erve strækker Ervebugten sig 3 kilometer mod vest og er næsten en lille sidefjord. På det smalleste er bugten kun 25 meter bred og her krydser fylkesvej 1 over en 55 meter lang bro. Indløbet til Ervebugten hedder Ervesundet og 2 kilometer længere mod syd drejer Ålfjorden brat mod vest og deler sig i flere grene. Mod nord går en række vige. Vågavågen går mod nord til Storevågen. Syd for Vågavågen går Nordre Vågen mod vest, mens Søre Vågen går mod sydvest. Syd for Søre Vågen ligger Fjonvika ved Fjon. Selve Ålfjorden drejer mod syd igen og går ind til Sunnfør i Tysvær. Den inderste del af fjorden bliver kaldt Sundførfjorden.